# Massimo d'Azeglio
Massimo Taparelli d'Azeglio, de la família dels marquesos d'Azeglio (Torí, 24 d'octubre de 1798 - 15 de gener de 1866) va ser un dels pensadors i actors del Risorgimento.

## Biografia
Fill d'un general nomenat ambaixador a Roma, el jove d'Azeglio s'apassiona per la pintura. Oficial de cavalleria, es queda a Roma on destaca com a paisatgista després d'haver estudiat aquest art al taller de Martin Verstappen. L'any 1830, es casa amb la filla del poeta romàntic Alessandro Manzoni, fundador de la llengua italiana moderna. D'Azeglio, escriu novel·les històriques Ettore Fieramosca, o La disfida di Barletta (1833) i Niccolò de' Lapi, ovvero i Palleschi e i Piagnoni (1841) on desenvolupa el sentiment nacional. L'any 1846, publica Gli ultimi casi di Romagna on defensa la idea que la unificació d'Itàlia ha de ser feta per la Casa de Savoia.
De tendència monàrquica moderada, catòlic fervent, no pren part en cap dels complots o alçaments nombrosos que marquen la història italiana a la primera meitat del segle XIX. L'any 1848, entra a l'exèrcit piemontès, esdevé coronel i és greument ferit a la batalla de Vicenza contra els austríacs. L'11 de maig de 1849, el rei Víctor Manuel II, el nomena primer ministre i ministre d'afers estrangers. Durant el seu govern, suprimeix la immunitat de la qual es beneficiaven els eclesiàstics la qual cosa li atreu l'hostilitat del papat i dels catòlics conservadors
. A l'octubre de 1850, fa entrar Cavour al govern com a ministre d'agricultura i comerç. El 16 de maig de 1852, d'Azeglio és reemplaçat per Cavour com a primer ministre.
Durant la segona guerra d'Independència, és nomenat comissari de Victor Manuel II a Bolonya, que acaba de fer fora el representant del seu sobirà el papa Pius IX, a continuació és ambaixador a Londres, a continuació prefecte de Milà. És nomenat senador, general de brigada i ajuda de camp del rei.
L'any 1865, succeeix al seu germà Roberto en la direcció de la galeria Sabauda de Torí.
L'any 1867, la seva filla publica la seva autobiografia Miei ricordi.

## Obres pictòriques
- Fuga in Egitto, Villa La Quiete, Florence
- La disfida di Barletta, oli sobre tela, 118 x 164 cm, Milà, Collezione Porro Schiaffinati

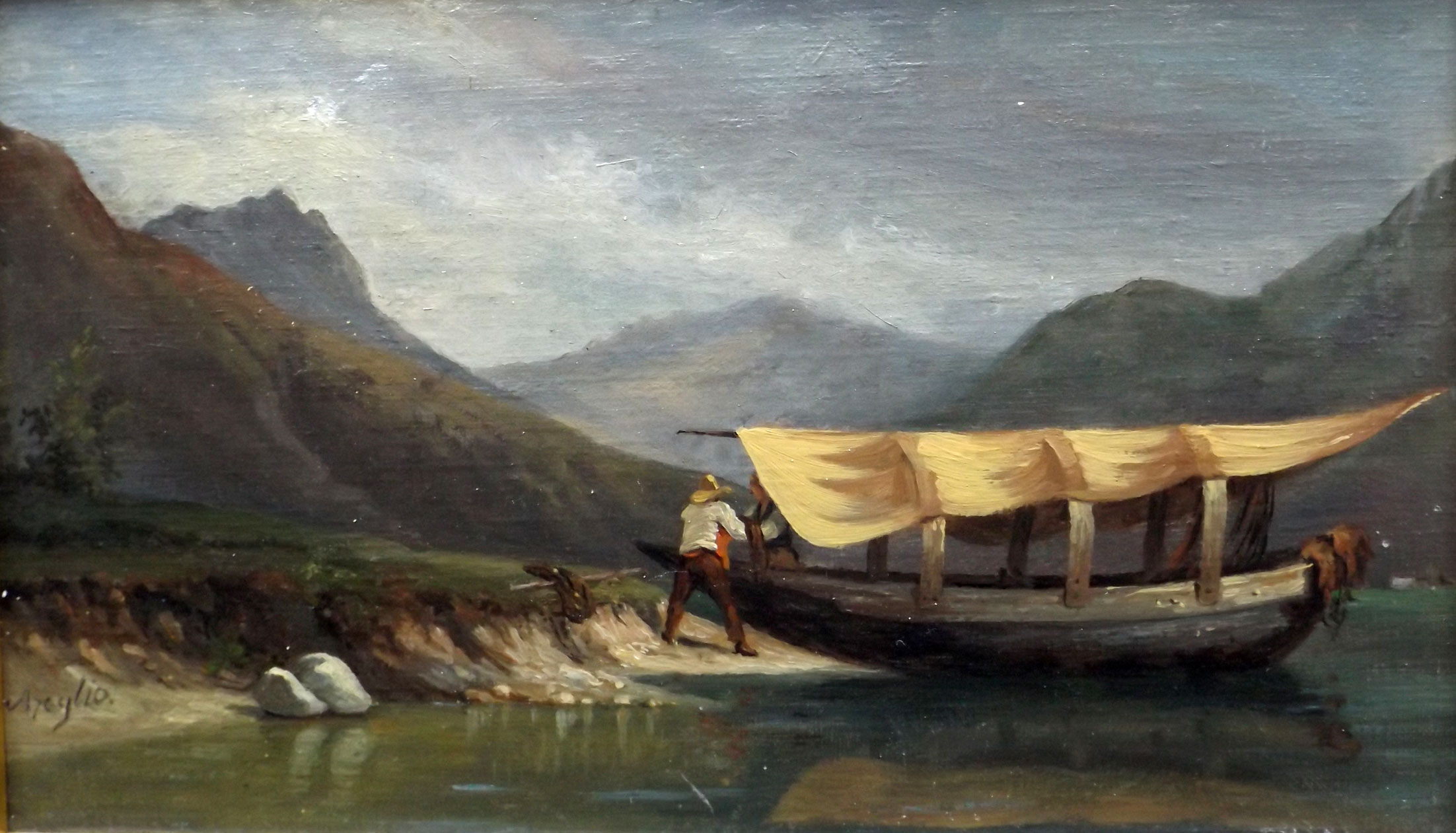
M. d'Azeglio: Vita_di_lago_con_barca